# قارة محمد
قارة محمد، من الآثار الواقعة شمال شرق الربيعية بمنطقة القصيم، حيث تقع فوق هضبة وتتخذ الشكل البيضاوي.

## أبرز أثارها
- الجهة الغربية من القارة تتخذ الشكل المثلث المتجه نحو الغرب، وفي قمة المثلث أحجار متناثرة، وفي شرقها مصلى يبلغ طوله 15م
- الجهة الجنوبية تتواجد بعض الأحجار المتراكمة، وإلى الغرب من هذا المصلى توجد حفرتين مساحة كل واحد منها 90سم×90سم، وبعمق 70سم
- الجهة الشرقية تتواجد المنشأت الصخرية، كذلك توجد منشأة جنوب القارة مستطيلة الشكل، وعلى أرتفاع واحدٍ منها يمتد جنوباً صف من الحجارة طولها 30م، وارتفاعها 50سم، وعرضها 1،5م، ثم في نهايتها منشأة أخرى تتخذ الشكل شبه دائري قطرها 5م، وارتفاعها متر واحد
- الجهة الجنوبية الشرقية تتواجد في هذه الجهة مجموعة من الأحجار صغيرة الحجم، وتمتد شمال القارة أحجار بخط انتشار متقطع يبلغ طوله 500م وارتفاع 50سم، والمسافة بين كل منها متر واحد، وينتهي هذا الخط بمجموعة من الأحجار الصغيرة التي يبرز عليها شكل اللسان كما تتواجد مجموعة من الأحجار المتراكمة التي تشبه هيئة الأبراج المنهارة.
- يوجد على طول امتداد حافة الهضبة شرق شعيب النبقي عند نهاية إسفلت طريق الملك عبد العزيز امتدادات للمنشأت الصخرية، وقد حال بين تتبعها وعورة السطح الممتد إليها.

## انظر ايضاً
- الربيعية
- الصريف